# Chatyň

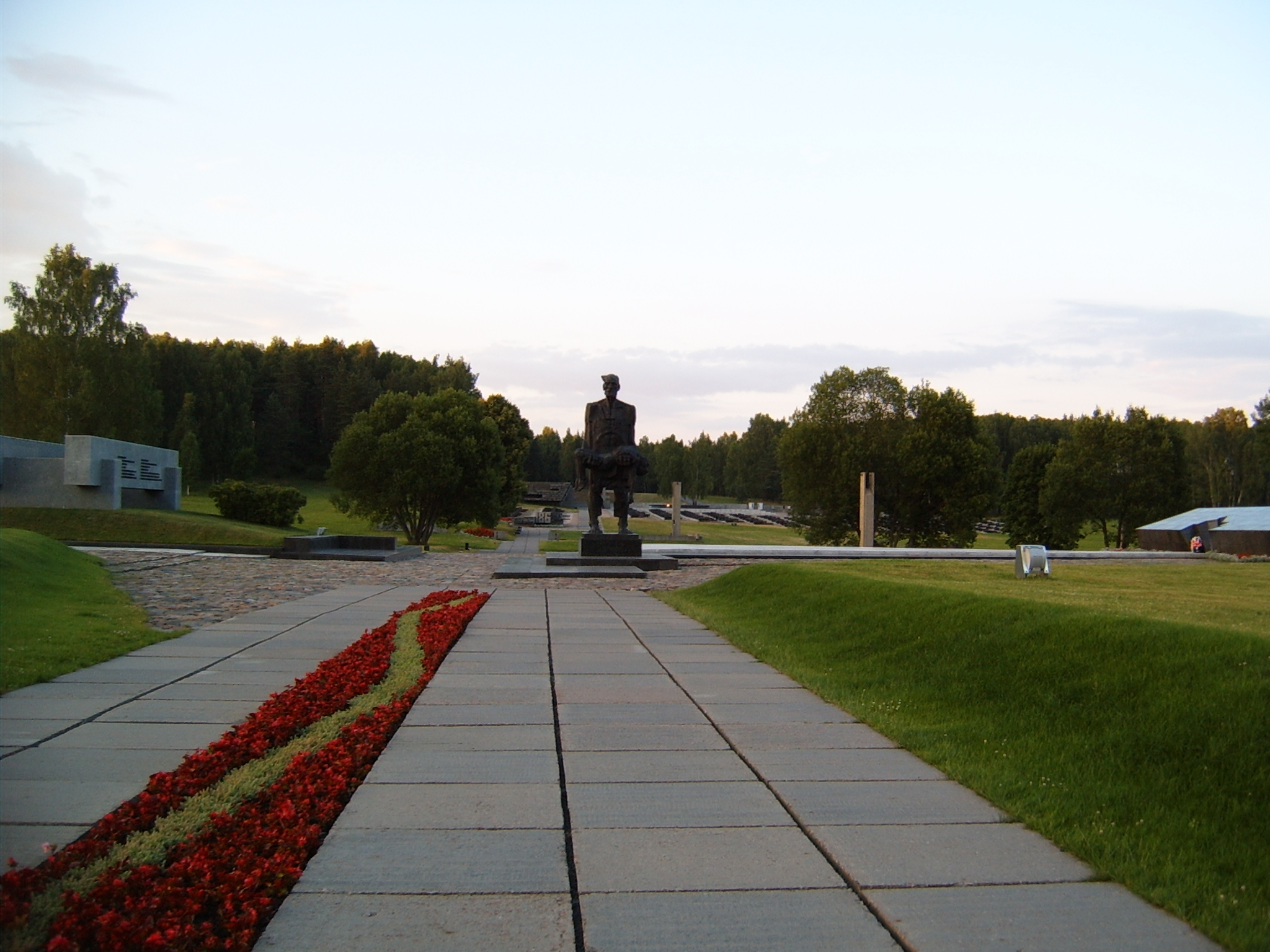
Sousoší „Nepokořený člověk“ sochaře S. I. Selichanova (1969) v centru památníku vypálené obce Chatyň

Chatyň (bělorusky/rusky Хатынь) je zaniklá obec v Bělorusku, v Minské oblasti. V roce 1943 měla 157 obyvatel.
Během druhé světové války 22. března 1943 obec přepadly oddíly zejména ukrajinských, ale i místních kolaborantů a jednotek Waffen-SS. Všichni obyvatelé byli upáleni zaživa ve stodole obložené slámou. Smrti ve stodole uniklo 7 dětí a jeden dospělý. Obec po skončení války nebyla obnovena.

## Masakr

### Předehra
Po obsazení Běloruska nacistickými vojsky se v rozsáhlých oblastech postupně rozvinulo partyzánské hnutí, proti němuž se německá moc snažila zakročit. 22. března 1943 byl konvoj motorových vozidel 1. kompanie 118. praporu Schutzmannschaft zasažen partyzánskou palbou asi 6 km západně od obce. Při přepadení zahynuli čtyři důstojníci včetně velitele jednotky, německého kapitána Hanse Woellkeho. 118. prapor následně napadl blízkou obec Kozyry a zavraždil zde 30 lidí, kteří v lese připravovali dřevo.

### Vypálení obce
V odpoledních hodinách kolem 14:00 jednotky 118. pomocného policejního praporu Schutzmannschaftu, s podporou 2. brigády SS Dirlewanger obklíčili obec. Policejní prapor tvořili dobrovolníci různých národností, Ukrajinci, Bělorusové, Lotyši a Litevci. Následně začali vyhánět všechny obyvatele obce z jejich domů a shromažďovat je ve stodole, kterou obložili slámou, uzavřeli a zapálili. V davu následně propukla panika a lidé se pokusili vyrazit vrata stodoly. Hořící lidé vybíhající ze stodoly však byli zabiti palbou z kulometu. Zahynulo 149 lidí, včetně 75 dětí do 16 let. Obec byla následně vyrabována a vypálena do základů. Bylo vypáleno 26 domů i s užitkovými stavbami.
Masakr pouze „zázrakem“ přežilo 8 lidí. 3 děti – Vladimir Jackevič, jeho sestra Soňa a Alexandr Želobkovič se při přepadení vesnice skryly. Sedmiletý Viktor Želobkovič přežil požár ve stodole přikrytý mrtvým tělem své matky. Dvanáctiletý Anton Baranovskij ležel mezi mrtvými zasaženými palbou z kulometu se zraněnou nohou a předstíral mrtvého. Jediným dospělým, který přežil, byl šestapadesátiletý kovář Juzif Kaminskij, popálený a zraněný se probral ve spálené stodole po odchodu nacistů. Mezi spálenými údajně našel svého těžce raněného syna, který však zemřel v jeho náručí. Dvěma popáleným dívkám Marii Fedorovičové a Julii Klimovičové se podařilo uniknout z hořící stodoly a doběhnout do lesa, kde se jich později ujali obyvatelé obce Chvorosteni. I tuto vesnici však nacisté vypálili a obě dívky zahynuly.
Německé akce proti běloruským vesnicím v oblasti byly součástí protipartyzánské operace „Winterzauber“.

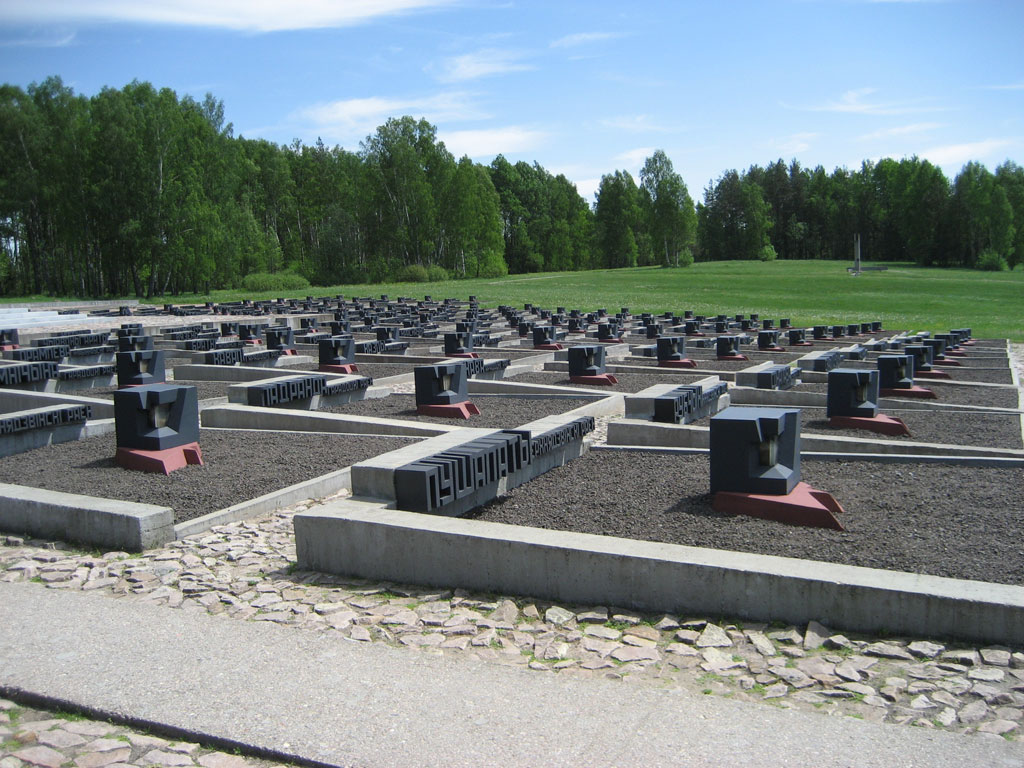
Památník se jmény vypálených běloruských vesnic

## Vypálené obce
Bělorusko (tehdy Běloruská sovětská socialistická republika) patřila mezi části Sovětského svazu, kterou nacisté okupovali jako jednu z prvních v průběhu léta 1941 a zároveň toto území téměř celé drželi až do začátku léta 1944. Z 9200 běloruských obcí bylo 5295 nacistickými jednotkami částečně nebo zcela vypáleno. 243 vesnic ve Vitebské oblasti bylo během války vypáleno dvakrát, 83 třikrát a 22 dokonce čtyřikrát nebo vícekrát. V Minské oblasti bylo dvakrát vypáleno 92 vesnic, třikrát 40 vesnic, 9 vesnic vypálila nacistická vojska čtyřikrát a 6 dokonce 5 a vícekrát. V Bělorusku zahynulo během německé okupace 2 230 000 lidí, tedy téměř čtvrtina tehdejšího obyvatelstva země. Tyto ztráty přesahují ztráty USA, Spojeného království a Francie v celé druhé světové válce dohromady.

## Památník
5. července 1969 byl na místě vypálené obce odhalen památník, který má připomínat nacisty vypálené obce. Tvoří ho jednoduché sochařské formy, které tvoří stručnou architektonickou kompozici s pamětními deskami, věčným ohněm a sousoším „Nepokořený člověk“. Sousoší bylo inspirováno osudem místního kováře Juzifa Kaminského, který přežil požár stodoly. Autory památníku jsou architekti J. M. Grado, V. P. Zankovič, L. M. Levin a sochař S. I. Selichanov. V roce 1970 za toto dílo získali Leninovu cenu.
Existují i spekulace, že místo pro památník mohlo být vybráno pro jazykovou podobnost s místním jménem Katyň, kde byly v roce 1940 zmasakrovány tisíce polských důstojníků příslušníky NKVD. Podobnost mohla sovětským orgánům sloužit pro oklamání zahraničních delegací, mimo jiné i v případě návštěvy amerického prezidenta Richarda Nixona v roce 1974. Památník navštívil i Fidel Castro, Rádžív Gándhí, Jásir Arafat nebo Ťiang Ce-min.

### Trest
Velitel jedné z čet 118. praporu Schutzmannschaftu, Ukrajinec Vasyl Meleško, byl odsouzen sovětským soudem za odpovědnost na vypálení obce a v roce 1975 byl popraven. Náčelník štábu, Hryhorij Vasjura byl popraven v roce 1987. V Německu za tuto masovou vraždu nebyl nikdy nikdo potrestán.